# Хайд-Смит, Синди
Синди Хайд-Смит (англ. Cindy Hyde-Smith; род. 10 мая 1959, Брукхэвен, Миссисипи) — американский политик, представляющая Республиканскую партию, сенатор США от штата Миссисипи с 9 апреля 2018 года. Комиссар Миссисипи по сельскому хозяйству и торговле (2012—2018).

## Биография
Синди Хайд-Смит получила степень бакалавра искусств в Университете Южного Миссисипи. C 2000 по 2012 год Хайд-Смит была членом Сената Миссисипи, представляла 39-й избирательный округ. Изначально она была консервативным демократом, в 2010 году перешла в ряды республиканцев. С 2004 года возглавляла комитет по сельскому хозяйству.
В 2011 году была избрана комиссаром Миссисипи по сельскому хозяйству и торговле.
21 марта 2018 года губернатор Миссисипи Фил Брайант объявил о намерении назначить Хайд-Смит на место сенатора Тэда Кокрана, который покидает свою должность досрочно по состоянию здоровья. После вступления в должность 9 апреля она стала первой женщиной, представляющей штат Миссисипи в Конгрессе США.
27 ноября 2018 года победила во втором туре дополнительных выборов в Сенат демократа Майка Эспи.